# Virgin (Band)
Virgin war eine im Jahre 2000 gegründete polnische Rockband. Die Band war in Polen und bei polnischen Fans im Ausland bekannt, zusätzlich plante die Band eine internationale Karriere mit englischen Songs.

## Geschichte
Bekannt wurde Frontfrau Dorota Rabczewska, genannt Doda durch die polnische Reality-Show Bar und Auftritte in einem Musical, ehe sie im Jahr 2000 aus 100 Bewerberinnen zur Sängerin der Band Virgin ausgewählt wurde. Gegründet wurde die Band von Tomek Lubert, dem Gitarristen und ursprünglichen Songwriter der Band. Mittlerweile ist er für die Musik zuständig und Doda schreibt die Texte. Doda fällt nicht nur auf durch ihre kontroversen Aussagen, sondern auch durch ihre ausgefallene Kleidung und durch ihre Figur auf. Sie nahm an Fotoshootings für die Cosmopolitan, den Playboy, das polnische Männermagazin CKM und andere polnische Zeitschriften teil.
2002 wurde das Debütalbum Virgin veröffentlicht, das sich bis zu 11.000 Mal verkaufte. Die veröffentlichten Singles stürmten die polnischen Charts.
Zwischen dem Jahr 2004 und 2005 verließen Schlagzeuger Piotr Pawłowski und Bassist Krzysztof Najman aus persönlichen Gründen die Band und wurden durch den Schlagzeuger Piotr Matysiak und den Bassisten Łukasz Damm ersetzt. 2005 gewann die Band zwei Preise und den Wettbewerb beim Sopot Festival mit ihrem Lied Znak pokoju („Zeichen des Friedens“). Die Ballade ist ein Andenken an Papst Johannes Paul II. Der Song stammt aus dem ebenfalls 2005 veröffentlichten Album Ficca.
Außerdem gewann Virgin 2005 einen Award für die beste "Band des Jahres" und Doda zusätzlich noch einen Award für die beste "Sängerin des Jahres" bei dem polnischen "Eska Music Awards". Das im Jahr 2005 veröffentlichte Album Ficca hat in Polen dreimal Platin erreicht. Im Jahr 2006 räumte die Band den Preis für das beste Lied beim Krajowy Festiwal Piosenki Polskiej w Opolu ab. Es handelte sich um das Lied aus dem Album Ficca mit dem Namen Szansa („Chance“), das die Sängerin Doda nach ihrem Unfall, wonach sie sich einer schweren, aber erfolgreichen Operation unterziehen musste, geschrieben hatte.
2007 löste sich die Band auf. Im Dezember 2012 gaben Doda und Tomasz Lubert bekannt, dass es 2014 zur Neugründung der Band kommen soll. Im gleichen Jahr soll dann ihr viertes Studioalbum veröffentlicht werden.

## Diskografie

### Alben
- 2002: Virgin
- 2004: Bimbo
- 2005: Ficca
- 2006: Spezialedition von Ficca
- 2016: Choni

### Singles
- 2002: To Ty
- 2002: Mam Tylko Ciebie
- 2004: Dżaga
- 2004: Kolejny Raz
- 2005: Nie Zawiedź Mnie
- 2005: Znak Pokoju
- 2005: 2 bajki
- 2006: Szansa
- 2016: Niebezpieczna Kobieta
- 2016: Kopiuj Wklej (PL: Gold)
- 2017: Sens[3]
- 2018: Miłość Na Etat